# XO-1b
XO-1b là một ngoại hành tinh cách xa Trái Đất khoảng 536 năm ánh sáng.
Hành tinh XO-1b được đặt tên là Negoiu. Tên gọi này được chọn trong chiến dịch NameExoWorlds (Đặt tên cho ngoại thế giới) của România trong kỷ niệm 100 năm thành lập Hiệp hội Thiên văn Quốc tế (IAU). Negoiu cũng là tên gọi đỉnh núi cao thứ hai ở România.
Năm 2006, Dự án XO, gồm một nhóm các nhà thiên văn học chuyên nghiệp và nghiệp dư quốc tế đã phát hiện ra một hành tinh có kích cỡ Sao Mộc, sau này được đặt tên là XO-1b, quay quanh một ngôi sao giống như Mặt Trời. Nhóm nghiên cứu này do Peter McCullough thuộc Viện Khoa học Kính viễn vọng Không gian ở Baltimore chỉ đạo, có bốn nhà thiên văn nghiệp dư đến từ Bắc Mỹ và Châu Âu. Một xác nhận độc lập về hành tinh đã được dự án Wide Angle Search for Planets (Tìm kiếm Hành tinh Góc rộng) thực hiện muộn hơn trong cùng năm 2006.
Nhóm của Dự án XO đã sử dụng Kính viễn vọng XO tương đối rẻ tiền, được chế tạo từ thiết bị thương mại, để tìm kiếm các hành tinh ngoài hệ mặt trời. Kính viễn vọng này nằm trên đảo Maui thuộc Quần đảo Hawaii.
Từ tháng 9 năm 2003 đến tháng 9 năm 2005, Kính viễn vọng XO đã phát hiện hàng chục nghìn ngôi sao sáng. Vào thời điểm đó, nhóm thiên văn nghiệp dư của McCullough đã nghiên cứu vài chục ngôi sao mà trước đó họ xác định là ứng cử viên đầy triển vọng trong tìm kiếm ngoại hành tinh. Cụ thể, sao XO-1 đã được đánh dấu là một ứng cử viên đầy triển vọng vào tháng 6 năm 2005. Các nhà thiên văn nghiệp dư đã quan sát nó từ tháng 6 đến tháng 7 năm 2005, cuối cùng xác nhận rằng một thiên thể kích cỡ hành tinh đang che khuất nó. Nhóm của McCullough sau đó đã chuyển sang Đài thiên văn McDonald ở Texas để lấy thông tin về khối lượng của thiên thể nhằm xác nhận đó là một hành tinh.

## Quá cảnh
Nhóm của McCullough đã tìm thấy hành tinh này bằng cách phát hiện sự giảm nhẹ cường độ sáng của ngôi sao khi hành tinh di chuyển vào vị trí quá cảnh ngôi sao. Ánh sáng từ ngôi sao giảm khoảng hai phần trăm khi XO-1b quá cảnh. Quan sát của họ cho thấy XO-1b ở trên một quỹ đạo hẹp, chu kỳ bốn ngày xung quanh ngôi sao chủ của nó.
Trong khi các nhà thiên văn đã phát hiện trên 180 ngoại hành tinh thì XO-1b chỉ là hành tinh thứ 10 được phát hiện bằng phương pháp quá cảnh. Nó cũng chỉ là hành tinh thứ hai được tìm thấy bằng ống kính chụp xa. Ngoại hành tinh đầu tiên là TrES -1 trong chòm sao Thiên Cầm, được báo cáo vào năm 2004. Phương pháp quá cảnh cho phép các nhà thiên văn xác định kích thước của hành tinh.
Các quá cảnh kế tiếp và đường cong pha của hành tinh này cũng đã được quan sát.

## Vận tốc xuyên tâm
Nhóm nghiên cứu xác nhận sự tồn tại của hành tinh này bằng cách sử dụng Kính viễn vọng Harlan J. Smith và Kính viễn vọng Hobby-Eberly tại Đài thiên văn McDonald thuộc Đại học Texas để đo những nhiễu động nhẹ do hành tinh này gây ra với ngôi sao chủ của nó. phương pháp vận tốc xuyên tâm cho phép nhóm tính toán khối lượng chính xác của hành tinh này và nó nhẹ hơn một chút so với Sao Mộc. Hành tinh này to lớn hơn nhiều so với kích thước mà khối lượng của nó có thể gợi ý. McCullough nói "Trong số các hành tinh đi qua phía trước các ngôi sao của chúng, XO-1b là hành tinh giống nhất với Sao Mộc chưa từng được biết đến và sao XO-1 là tương tự nhất với Mặt Trời, nhưng XO-1b gần với ngôi sao của nó hơn rất nhiều so với Sao Mộc với Mặt Trời".
Kỹ thuật được nhóm sử dụng để tìm XO-1b là một phương pháp sáng tạo ở chỗ nó sử dụng một kính viễn vọng tương đối rẻ tiền để tìm kiếm các ngoại hành tinh. Tuy nhiên, nó bị giới hạn chủ yếu ở các hành tinh quay gần quanh các ngôi sao chủ của chúng và chỉ tìm thấy các hành tinh lớn đủ để gây ra sự sụt giảm có thể đo lường được của ánh sáng sao.

## Đặc điểm vật lý

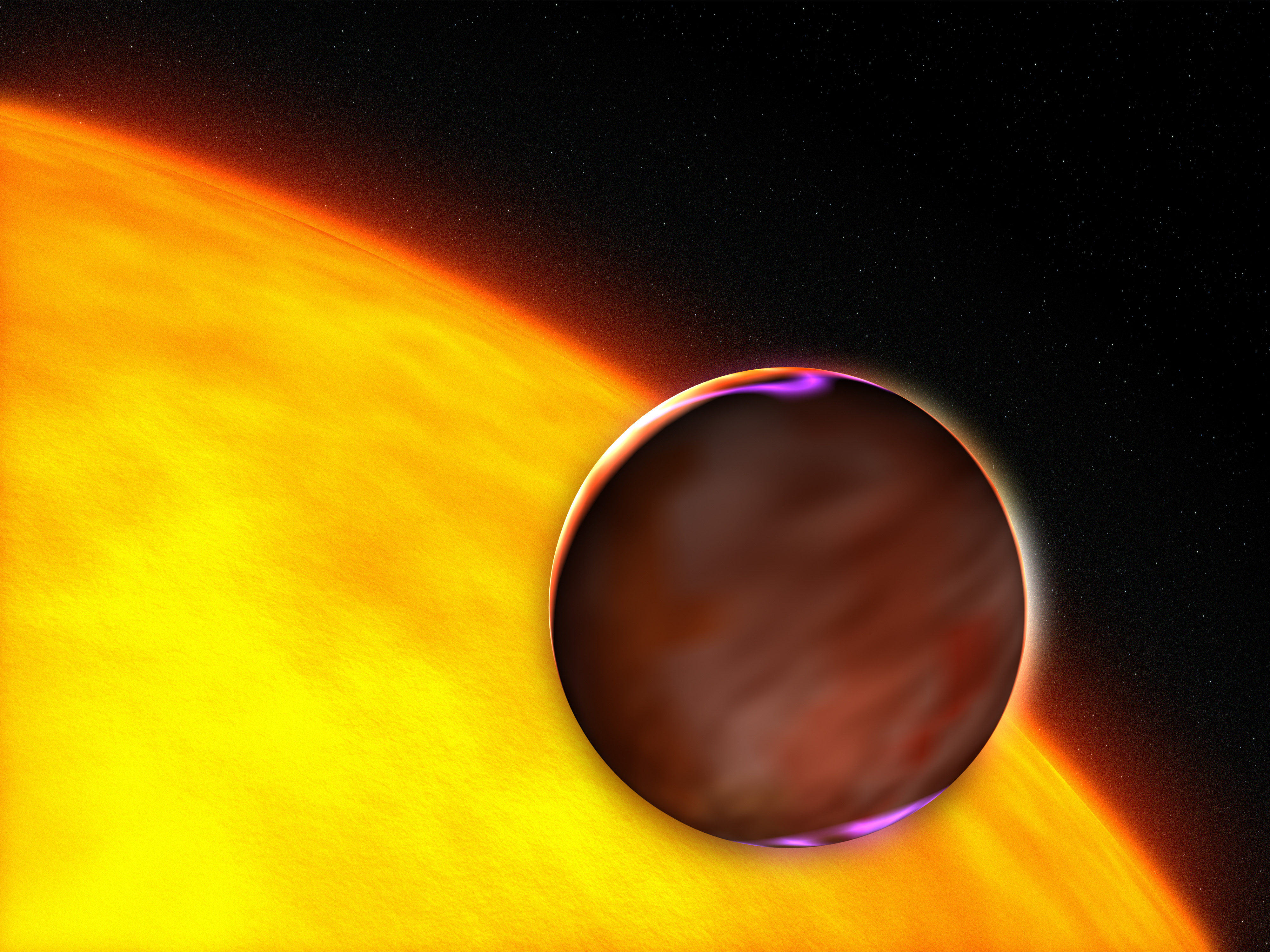
Hình ảnh cảm hứng nghệ sĩ này cho thấy cận cảnh đầy ấn tượng của ngoại hành tinh XO-1b đi qua trước một ngôi sao giống Mặt Trời cách xa Trái Đất 600 năm ánh sáng. Hành tinh kích cỡ Sao Mộc này ở trên một quỹ đạo gần chu kỳ 4 ngày quanh ngôi sao.

Là một hành tinh có khối lượng tương đương với Sao Mộc trên quỹ đạo gần xung quanh ngôi sao của nó, hành tinh này thuộc loại Sao Mộc nóng. Giống như những Sao Mộc nóng quá cảnh khác đã biết, như HD 209458 b và TrES-1, tỷ trọng riêng thấp của XO-1b chỉ ra rằng hành tinh này là một hành tinh khí khổng lồ được cấu tạo chủ yếu từ hydro và heli.
Các quan sát bằng thiết bị NICMOS trên Kính viễn vọng không gian Hubble đã phát hiện thấy sự hiện diện của hơi nước, metan, cacbon dioxide, và có thể cả cacbon monoxit trong bầu khí quyển của XO-1b. Tuy nhiên, một nghiên cứu lại và độc lập với cùng các dữ liệu đã không thể tái tạo những kết quả này. Các nghiên cứu sau đó của Kính viễn vọng không gian Hubble đã phát hiện ra nước trong khí quyển của ngoại hành tinh này.